# Inga ulei
Inga ulei är en ärtväxtart som beskrevs av Hermann August Theodor Harms. Inga ulei ingår i släktet Inga och familjen ärtväxter. Inga underarter finns listade i Catalogue of Life.